# Dactylorhiza hallii
Dactylorhiza hallii là một loài thực vật có hoa trong họ Lan. Loài này được (Druce) Soó mô tả khoa học đầu tiên năm 1962.